# 臨県
臨県（りん-けん）は中華人民共和国山西省呂梁市に位置する県。

## 歴史
南北朝時代、北周により烏突郡の下に設置された烏突県を前身とする。隋朝が成立すると581年（開皇元年）に太和県と、620年（武徳3年）に唐朝により臨泉県と改称された。
モンゴル帝国の支配下に置かれると、1262年（中統3年）に臨州に昇格したが、1369年（洪武2年）、明朝により臨県に降格され現在に至る。

## 行政区画
- 鎮:臨泉鎮、白文鎮、城荘鎮、兎坂鎮、克虎鎮、三交鎮、湍水頭鎮、林家坪鎮、招賢鎮、磧口鎮、劉家会鎮、叢羅峪鎮、曲峪鎮
- 郷:木瓜坪郷、安業郷、玉坪郷、青涼寺郷、石白頭郷、雷家磧郷、八堡郷、大禹郷、車趕郷、安家荘郷